# Litauischer Adel
Der litauische Adel war ein gesetzlich privilegierter Stand im Großfürstentum Litauen, bestehend aus litauischen und einigen ruthenischen Adelsfamilien. Die Familien erhielten ihre Privilegien meist für militärische Dienste im Großherzogtum. Nach der Union von Lublin 1569 vermischte sich der litauische Adel zu einem wesentlichen Teil mit der polnischen Szlachta. Im Großherzogtum Litauen zusammen mit dem Königreich Polen erreichte die Zahl der Edelleute bis zu 7 %, was in Europa den größten Anteil ausmachte. In einigen Teilen des Landes betrug er sogar 10 %.

## Großherzogtum Litauen
Vor der Entstehung des litauischen Staates wurden die niederen Adligen in Litauen Bajorai genannt, die Mitglieder des höheren Adels Kunigai. Letzterer Begriff geht sprachlich auf das altdeutsche Kunig (= König) zurück. Der höhere Adel entstammte der Schicht der Stammesführer. Nach der Schaffung eines litauischen Staates durch den Großfürsten Mindaugas wurden sie allmählich höheren Herrschern untertan und später auch dem litauischen König. Nach Mindaugas’ Tod hatten alle litauischen Regenten den Titel Großherzog (litauisch: Didysis kunigaikštis) oder König. Die höheren Adelsfamilien benutzten die heidnischen Vornamen ihrer Vorfahren als Familiennamen, beispielsweise Goštautai, Radvilos, Astikai oder Kęsgailos. Diese Familien erwarben großen Reichtum und entwickelten sich zu Magnaten. Während der Union von Horodło 1413 erhielten sie Familienwappen.
Während der litauische Adel zunächst ausschließlich aus ethnischen Litauern bestand, kamen mit der territorialen Expansion mehr ruthenische Adelsfamilien hinzu. Schon im 16. Jahrhundert begannen sich die ruthenischen Adelsfamilien gente Ruthenus, natione Lithuanus zu nennen.

## Entwicklung
Im 15. Jahrhundert gab es bereits eine feste Adelsschicht in Litauen. Mit der Zeit erstarkte der Einfluss des höheren Adels, während der des niederen Adels sich verminderte. Die größten Landbesitzer begannen, sich Herren (ponai oder didkai) zu nennen, und der litauische „Rat der Herren“ wurde geschaffen, um ihre Interessen wahrzunehmen.
Im 16. Jahrhundert gaben die litauischen Adligen es auf, sich Bajorai zu nennen und nahmen die polnische Bezeichnung „Szlachta“ an.
Als der Großherzog begann, Staatsland zu verteilen, wurde er von den Großgrundbesitzern abhängig, die größere Freiheiten und Privilegien verlangten. Der Adel bekam die administrative und juristische Macht in seinen Domänen und erlangte zunehmende Rechte in der staatlichen Politik. Der Rechtsstatus des Adels basierte nun auf einer Reihe von Privilegien, die ihm von Großherzog verliehen worden waren:

## Privilegien
1387 gab Großfürst Jogaila – der neugekrönte König von Polen – Adligen und Soldaten persönliche Rechte, einschließlich des Rechts auf Vererbung und Verwaltung von Land- und Grundbesitz, den sie von ihren Vorfahren ererbt oder vom Großfürst verlehnt hatten. Dafür mussten sie Militärdienst leisten, Burgen, Brücken und Straßen bauen und unterhalten und die Burgen bewachen.
1413 unterzeichneten Vytautas und Jogaila die Union von Horodło. Dies erneuerte die polnisch-litauische Union und etablierte einen allgemeinen Sejm. Gleichzeitig garantierte sie dem Adel das Recht, vom Großherzog verliehenes Land zu erben. 43 Adelsfamilien bekamen polnische Adelswappen. Fast alle Veldemai (abhängige Bauern) wurden Leibeigene.
Das Privileg vom 6. Mai 1434 garantierte dem katholischen und orthodoxen Adel die Freiheit, ihr Land zu verkaufen und verbot Strafverfolgungen ohne gerechten Prozess.
1447 beschränkte Kasimir IV. die Positionen in der katholischen Kirche und in Staatsinstitutionen ausschließlich auf Personen litauischer Herkunft. Dies war der Beginn der Leibeigenschaft in Litauen, da die Bauern aus der Jurisdiktion des Großfürsten herausfielen.
1492 erneuerte der Jagiellone Alexander das Privileg von 1447 und beschränkte die großherzoglichen Rechte in der Außenpolitik. Ohne den Rat der Herren konnte er keine höheren Beamten entlassen und niedrigere Beamte mussten in Gegenwart der Woiwoden von Vilnius, Trakai und anderen Woiwodschaften ernannt werden. Der Verkauf verschiedener Staats- und Kirchenpositionen an den Adel wurde verboten. Damit konnten Stadtbewohner nicht mehr Beamte werden.
1506 bestätigte Sigismund I. (der Ältere) die Position des „Rats der Herren“ und beschränkte die Aufnahme in den Adel.
Am 1. April 1557 etablierte Sigismund II. voll die Leibeigenschaft. Die Bauern verloren ihr Landeigentum und ihre persönlichen Rechte.
1569 wurde durch die Union von Lublin der Polnisch-Litauische Bundesstaat geschaffen und der Adel erhielt das Recht den gemeinsamen Herrscher für Polen und Litauen zu wählen.
1588 erweiterte das Dritte Statut von Litauen die Rechte des Adels. Er bekam eine dreifache Immunität: gesetzlich, verwaltungsmäßig und bei den Steuern. Damit wurde endgültig die Trennung zwischen Adel, Bauern und Städtern vollzogen. Die meisten Adelsrechte bestanden von nun an bis zur dritten Teilung des polnisch-litauischen Staatenbundes.

## Beziehungen zum Königreich Polen
Nach der Union von Horodło (1413) hatte der Adel in Litauen die gleichen Rechte wie der des Königreichs Polen. In den folgenden Jahrhunderten begann der litauische Adel mit dem polnischen zu verschmelzen. Die litauische und ruthenische Sprache verschwand zugunsten des Polnischen. Zuerst wurden die litauischen Magnatenfamilien polonisiert, auch wenn viele – wir die Radziwiłłs – dem Großherzogtum treu blieben und sich gegen die volle Einverleibung in das Königreich Polen wehrten. Allmählich weitete sich die Polonisierung der Bevölkerung aus und der überwiegende Anteil des litauischen Adels wurde ein Teil der polnischen Szlachta. Dennoch behielt der litauische Adel seine Identität als Mitglieder des Großherzogtums und seine Mitglieder vertraten im Sejm dessen Interessen.

## Nach der Teilung der Polnisch-Litauischen Union
Der niedere Adel, der die litauische Sprache beibehalten hatte, litt besonders unter der Teilung der Polnisch-Litauischen Union, die den größten Teil des alten Großherzogtums Russland zuschlug. Unter Zar Nikolaus I. von Russland verschlechterte sich die Situation des Adels. In der Zeit von 1833 bis 1860 verloren 25.692 Adlige in der Provinz Wilna (Vilnius) und 17.032 in der Provinz Kowno (Kaunas) ihren adligen Stand, da die russische Regierung beschlossen hatte, das Potential für einen Widerstand gegen den russischen Staat zu verringern. Offiziell galten die Litauer nun als „durch die Polen und das Christentum verführte Russen“. Die litauischsprachige Presse wurde verboten und ein Programm der Wiederherstellung der „russischen Quellen“ in Gang gesetzt.
Im 19. Jahrhundert galt die Formel: gente Lithuanus, natione Polonus (litauisches Volk polnischer Nation) und die Polonisation setzte sich verstärkt fort. Die Volkszählung 1897 zeigte, dass nur noch 27,7 % des Adels innerhalb der litauischen Grenzen Litauisch als Muttersprache angaben.
In der Zeit zwischen dem Ersten und Zweiten Weltkrieg wurde durch eine Landreform im unabhängigen Litauen der Großgrundbesitz auf 150 ha begrenzt, und der Landbesitz von solchen Edelleuten, die im litauisch-polnischen Krieg auf der polnischen Seite gefochten hatten, ganz beschlagnahmt. In der Zwischenkriegszeit und nach dem Zweiten Weltkrieg emigrierten viele litauische Adlige nach Polen und 1945–1953 wurden viele von den Sowjets nach Sibirien verschleppt.
Erst nach der neuerlichen Erringung der Unabhängigkeit wurde 1994 eine Vereinigung des Litauischen Adels gegründet.

## Heraldik
Das älteste Motiv in der litauischen Heraldik sind zwei gekreuzte Pfeile. In der Union von Horodło von 1413 nahmen 47 litauische Familien polnische Wappen an, danach wurden weitere Wappen von litauischen Adelsfamilien angenommen.

## Einflussreiche litauische Adelsfamilien

### Familien litauischen Ursprungs
- Alelkaičiai
- Olshanski (Alšėniškiai)
- Astikai
- Czartoryski
- Gediminaičiai
- Gedgauda
- Giedraičiai
- Goštautai
- Kęsgailos
- Mangirdaičiai
- Mantautaičiai
- Radziwiłł (Radvila)
- Sviriškiai
- Valmantaičiai
- Mėsininkas

### Ruthenische Familien
- Chodkiewicz
- Ogiński
- Ostrogski
- Pac
- Sapieha
- Tyszkiewicz
- Wiśniowiecki

### Livische Familien
- Plater
- Tyzenhauz
- Römer